# Waiotama (rivière)
La rivière Waiotama  (en anglais : Waiotama River) est un cours d’eau de la région du Northland dans l’Île du Nord de la Nouvelle-Zélande.

## Géographie
Elle s’écoule vers le nord-ouest à partir de son origine au sud de la ville de Maungatapere pour atteindre la rivière Wairua à 20 kilomètres au nord-est de la ville de Dargaville.